# Rhytia plana
Rhytia plana är en fjärilsart som beskrevs av Walker 1857. Rhytia plana ingår i släktet Rhytia och familjen nattflyn. Inga underarter finns listade.